# Етриџ (Тенеси)
Етриџ (енгл. Ethridge) град је у америчкој савезној држави Тенеси.

## Демографија
По попису из 2010. године број становника је 465, што је 71 (-13,2%) становника мање него 2000. године.
| Група             | 2000.       | 2010.       |
| Белци             | 530 (98,9%) | 451 (97,0%) |
| Афроамериканци    | 0 (0,0%)    | 0 (0,0%)    |
| Азијати           | 0 (0,0%)    | 3 (0,6%)    |
| Хиспаноамериканци | 4 (0,7%)    | 6 (1,3%)    |
| Укупно            | 536         | 465         |